# Полетчичі
Рід Полетчичів (Politchorum, Poletchis, Polecich), також відомий як Полечич або Полічич, був одним із дванадцяти знатних родів Хорватського королівства, згаданих у Pacta conventa. До XV століття вони мали маєтки в регіоні Ліка, навколо Перушича, і статус громадянина в місті Задар 

## Історія
Найбільш раннім можливим відомим предком роду є жупан Прибислав Полетчич (Pribislauus de genere Politchorum), один із дванадцяти шляхтичів, згаданих у Pacta conventa (1102), яка, ймовірно, є підробкою середини XIV століття.
У регіоні Ліка вони мали маєтки на південний схід від Перушича (Челопечі, Кучані, Три Васі, Соколці) у колишній Бушській жупанії (жупанії). У 1285 році вони мали маєток у селі Міляча, сьогодні навколо Земуника Горнього в Задарській жупанії. З другої половини XIV століття багато сімей мали менші маєтки у глибинці Задара, наприклад, у 1359 році, коли зареєстровано Владаца Доросалича Полечича з Тршчана, а також на території Нінської, Луцької та Кнінської жупанії.
У проміжку між XV століттям деякі люди мали статус громадянина Задара, а в майбутньому періоді діяли як «видатні міські службовці, хірурги та священики». До кінця XV століття розгалужується на багато сімей і гіже, зокрема Баничі, Брутиничі, Дудичі, Дулчичі, Філчичі, Галичі, Ядреїчі, Мароїчі, Пероїчі, Пілікаричі, Шабаличі, Умчичі, Утуличі і Вукшичі, які разом із шляхтичами Кршелаців і Ступичів із Бужані, були частиною судової та адміністративної служби жупанії.
Наприкінці XV століття їхні маєтки в Бужанській, Кнінській та Луцькій жупаніях зазнали нападу військових сил Османської імперії, через що вони відступили до Задара, Ніна та поблизу островів, таких як Паг, які були під контролем Республіки Венеція, зрештою на Італійський півострів.